# Bandsugmal
Bandsugmal (Otocinclus vittatus) är en fiskart som beskrevs av Regan, 1904. Bandsugmal ingår i släktet Otocinclus och familjen Loricariidae. Inga underarter finns listade.